# Àtom neutre energètic

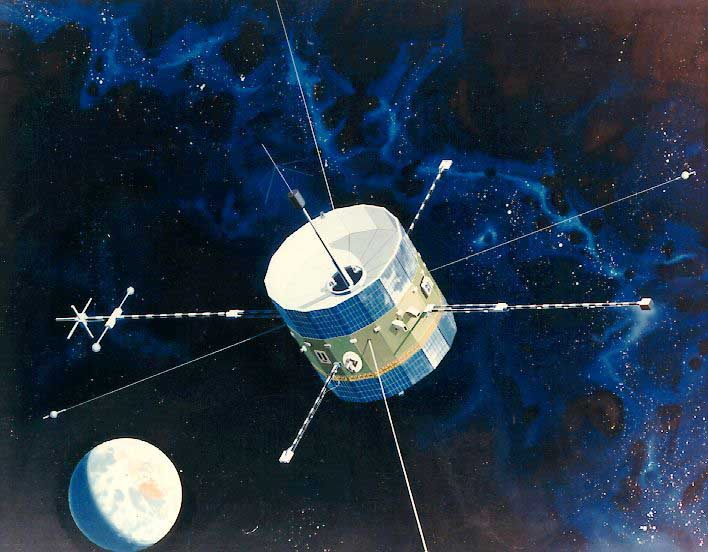
Les dades del ISEE 1 van validar el concepte dels mapes magnetosfèrics d'ENA en 1982

Les imatgeria per àtom neutre energètic (de l'anglès Energetic neutral atom o ENA), sovint descrit com "veure amb àtoms", és una tecnologia utilitzada per crear imatges globals de fenòmens gairebé invisibles en magnetosferes de planetes i a través de l'heliosfera, fins i tot fins al seu límit exterior.
Això constitueix el marge llunyà del sistema solar.
El vent solar consisteix en àtoms esquinçats (anomenat plasma) volant fora del Sol. Això és sobretot hidrogen, és a dir, electrons i protons nuus, amb una mica d'altres tipus de nuclis, principalment heli. El espai entre els sistemes solars és similar, però provenen d'altres estrelles de la galàxia. Aquestes partícules carregades poden ser redirigides per camps magnètics; per exemple, el camp magnètic de la Terra protegeix d'aquestes partícules. De tant en tant, alguns d'ells roben electrons d'àtoms neutres en què es troben, fent-los neutres i no sotmesos a camps electromagnètics a gran escala. Encara es mouen molt ràpidament, solen viatjar principalment en línia recta, subjectes a la gravetat. Aquests s'anomenen àtoms neutres energètics. Les imatges ENA es construeixen a partir de la detecció d'aquests àtoms neutres energètics.
La magnetosfera terrestre preserva l'atmosfera i protegeix de la radiació que pot danyar les cèl·lules. Aquesta regió de "clima espacial" és el lloc de tempestes geomagnètiques que interrompen els sistemes de comunicació i provoquen perills de radiació als humans viatjant en avions (si l'altitud i la latitud són elevades) o en naus espacials en òrbita. Una comprensió més profunda d'aquesta regió és de vital importància. Els sistemes meteorològics geomagnètics han arribat tard a beneficiar-se de les imatges per satèl·lit preses per concedir la predicció del temps i en la física de l'espai perquè els seus orígens es troben en els plasmes de la magnetosfera presenten el problema afegit de la invisibilitat.
L'heliosfera protegeix tot el sistema solar de la majoria de raigs còsmics però és tan remot que només una tècnica d'imatge com la imatge ENA pot revelar les seves propietats. L'estructura de l'heliosfera es deu a la interacció invisible entre el vent solar i el gas fred del medi interestel·lar local.
Es va predir la creació d'ENAs per plasmes espacials, però el seu descobriment va ser deliberat i serendípit. Tot i que es van fer alguns primers esforços en la detecció, les seves signatures també van explicar troballes inconsistents dels detectors d'ions a les regions de poblacions esperades de baix ions. Els detectors d'ions es van optar per a nous experiments de detecció d'ENA en altres regions amb ions baixos. No obstant això, el desenvolupament de detectors ENA dedicats va comportar la superació d'obstacles significatius tant en l'escepticisme com en la tecnologia.
Tot i que es van observar ENA a l'espai des dels anys seixanta fins als vuitanta, la primera càmera ENA dedicada no va ser llançada a l'espai fins al 1995 amb el satèl·lit suec Astrid-1, per estudiar la magnetosfera terrestre.
Avui, els instruments ENA dedicats han proporcionat imatges magnetosfèriques detallades de Venus, Mart, Júpiter, i Saturn. Les imatges ENA de Saturn de Cassini van revelar una magnetosfera única amb interaccions complexes que encara no s'han explicat completament. Les tres càmeres ENA dedicades a la missió IMAGE van observar la magnetosfera de la Terra des de 2000–2005 mentre que la Missió TWINS, llançada el 2008, proporciona imatges ENA estèreo de la magnetosfera de la Terra mitjançant imatges simultànies de dos satèl·lits.
Les primeres imatges del límit heliosfèric, publicades a l'octubre del 2009, les van fer els instruments ENA a bord de la sonda espacial IBEX i Cassini. Aquestes imatges són importants perquè desafien les teories existents sobre la regió.